# Marian Einbacher
Marian Einbacher (* 8. Januar 1900 in Posen; † 12. Januar 1943 in Auschwitz-Birkenau) war ein polnischer
Fußballspieler.

## Fußball
Auf Vereinsebene spielte Einbacher lediglich für Warta Posen. Im Jahr 1921 wurde er mit dem Club dritter und 1922 sowie 1925 mit Warta polnischer Vizemeister. Für die Nationalmannschaft bestritt er genau eine Partie, Einbacher gehörte zum Kader des allerersten Länderspiels der polnischen Fußballnationalmannschaft. Dieses Spiel fand am 18. Dezember 1921 in Budapest statt und die polnische Auswahl unterlag mit 0:1 gegen Ungarn. Im Jahre 1925 musste Einbacher seine aktive Laufbahn aufgrund einer Meniskusverletzung beenden.

## Weiterer Werdegang und Tod
Nach seiner aktiven sportlichen Laufbahn arbeitete Einbacher im Bankwesen und war Direktor der Volksbank in Posen. 10 Jahre nach dem Ausscheiden aus dem aktiven Sport im Jahr 1935, wurde er Ehrenmitglied bei Warta Posen. Im Verlauf des 2. Weltkrieges wurde er aufgrund seiner jüdischen Herkunft verhaftet und ins KZ Auschwitz-Birkenau inhaftiert, in dem Einbacher am 12. Januar 1943 wenige Tage nach seinem 43. Geburtstag ermordet wurde.